# RS-813
Pour les articles homonymes, voir Route 813.
La RS-813 est une route locale du Nord-Est de l'État du Rio Grande do Sul qui relie la municipalité de Farroupilha à la BR-470, sur le territoire de la commune de Garibaldi. Elle est longue de 16,440 km.